# Australobolbus carinatus
Australobolbus carinatus är en skalbaggsart som beskrevs av Blackburn 1904. Australobolbus carinatus ingår i släktet Australobolbus och familjen Bolboceratidae. Inga underarter finns listade.